# زيت نباتي

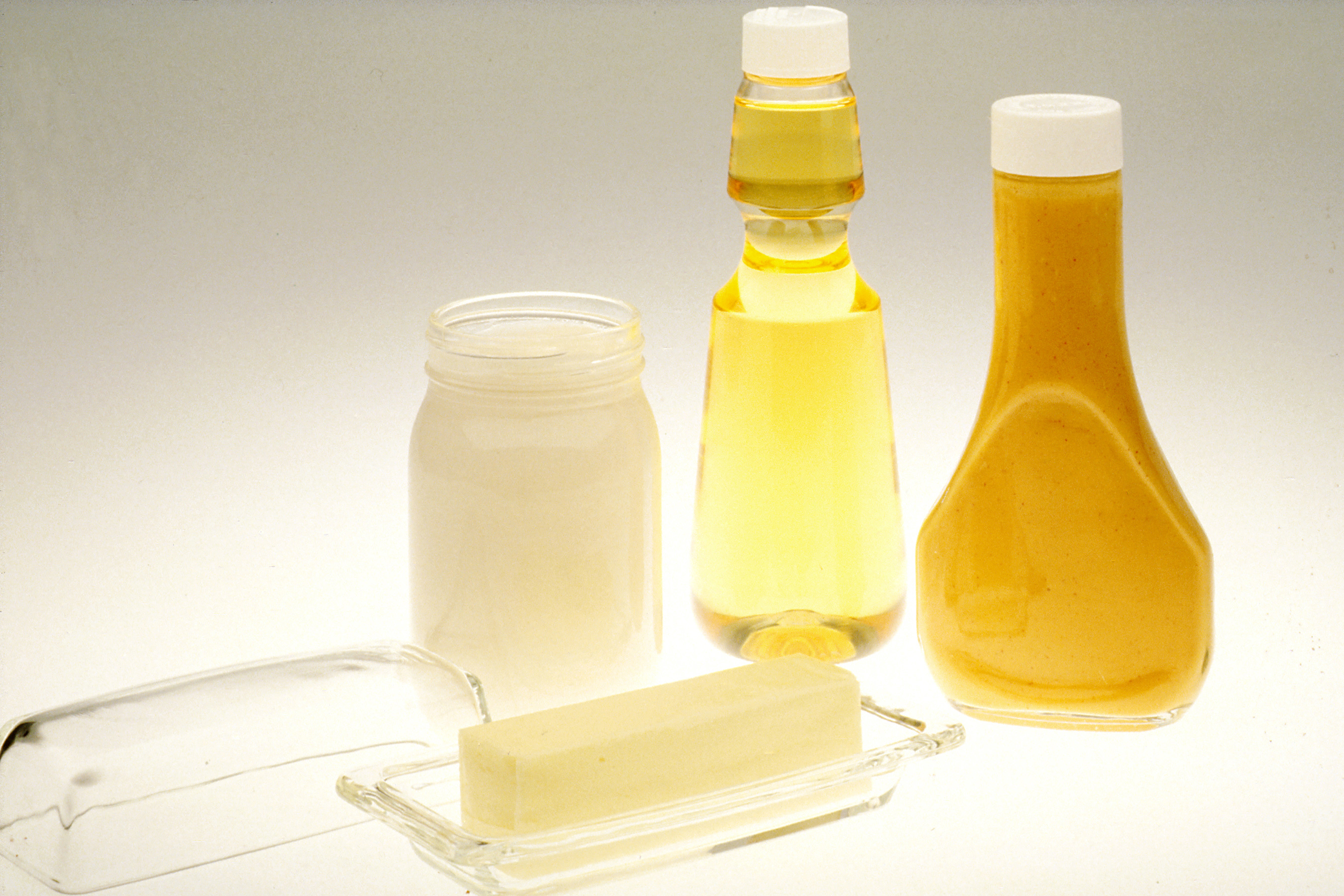
زيوت نباتية.

يشير مصطلح الزيت النباتي إلى كل زيت مستخرج من مصادر طبيعية نباتية، مثل زيت السمسم وزيت الزيتون وزيت دوار الشمس وزيت الذرة وزيت فول الصويا وغيرها من الزيوت. وهو سائل أقل كثافة من الماء ولا يمتزج معه غالبا بدون إضافة مواد وسيطة أغلبها كيماوية، وهو إيضاً عبارة عن أسترات ثلاثية الأحماض الدهنية والغليسرول، وتسمى بالغليسيريدات الثلاثية، حيث تنتج من تفاعل بين الغليسيرول، وثلاث أنواع من أحماض دهنية متشابهة أو غير متشابهة.
عرف الإنسان إنتاج الزيت النباتي منذ أكثر من خمسة آلاف عام من نباتات مثل الزيتون وفول الصويا ودوار الشمس وجوز الهند وغيرها. والزيوت والدهون الغذائية هي ثالث مكون أساسي لغذاء الإنسان بعد السكريات والبروتينات، حيث عرفت أول معلومة عن التركيب الكيميائي لهما سنة 1823 ميلادية. كما أتاح التقدم العلمي معرفة مكونات الزيت المستخلص ومدى تأثيره على صحة الإنسان.

## نبذة تاريخية

### في مصر القديمة
لقد كان زيت الزيتون جزءًا من الثقافة الإنسانية لآلاف السنين. تشير الأدلة الأثرية إلى أن الزيتون تم تحويله إلى زيت زيتون بحلول عام 6000 قبل الميلاد و4500 قبل الميلاد في فلسطين. جرى استخدام الزيوت النباتية في مصر القديمة بما يشمل زيت الأرز وزيت السرو وزيت الزيتون أثناء عملية التحنيط.
لقد تم استخدام الزيوت النباتية كوقود للإضاءة والطهي والأدوية والتشحيم.توقد تعرف الإنسان تعرف على زيت النخيل قبل فترة طويلة في دول غرب ووسط أفريقيا، وكان التجار الأوروبيون الذين يتاجرون مع غرب أفريقيا يشترون زيت النخيل أحيانًا لاستخدامه كزيت للطهي في أوروبا. أصبح الزيت سلعة مطلوبة بشدة من قبل التجار البريطانيين لاستخدامها كمواد تشحيم صناعية للآلات أثناء الثورة الصناعية في بريطانيا.

### التاريخ الحديث
شكل زيت النخيل الأساس لمنتجات الصابون، مثل منتج "Sunlight" من شركة ليفر براذرز (المعروفة الآن باسم يونيليفر)، ومنتج "Palmolive" من شركة بي. جي. جونسون (المعروفة الآن باسم كولغيت - بالموليف)، وبحلول عام 1870 تقريبًا، شكل زيت النخيل الصادرات الأساسية لبعض دول غرب إفريقيا.
في عام 1780، أثبت كارل فيلهلم شيل أن الدهون مشتقة من الجلسرين. وبعد مرور ثلاثين عامًا، استنتج ميشيل أوجين شيفرول أن هذه الدهون عبارة عن إسترات للأحماض الدهنية والجلسرين. في عام 1901، قدم الكيميائي الألماني فيلهلم نورمان ‏ عملية هدرجة الدهون السائلة، مما أدى إلى إنتاج ما أصبح يعرف فيما بعد بالدهون المتحولة مما أدى إلى تطوير الإنتاج العالمي من السمن النباتي والتقصير النباتي.[بحاجة لمصدر]
تم تطوير زيت بذرة القطن في الولايات المتحدة، وتم تسويقه بواسطة شركة بروكتر وغامبل على شكل كريمة تقصيرية - كريسكو - في أوائل عام 1911. تم تنقية الزيت المستخرج وهدرجته جزئيًا للحصول على مادة صلبة في درجة حرارة الغرفة وبالتالي تقليد شحم الخنزير الطبيعي، وتم تعليبه تحت غاز النيتروجين. وبالمقارنة مع شحم الخنزير المذاب الذي كانت شركة بروكتر وغامبل تبيعه بالفعل للمستهلكين، كان كريسكو أرخص، وأسهل في الخلط في الوصفة، ويمكن تخزينه في درجة حرارة الغرفة لمدة عامين دون أن يتحول إلى زنخ.[بحاجة لمصدر]
يعتبر فول الصويا غنيا بالبروتين، وكان الزيت متوسط اللزوجة المستخرج منه يحتوي على نسبة عالية من الأحماض الدهنية غير المشبعة. أنشأ هنري فورد مختبرًا لأبحاث فول الصويا، وقام بتطوير البلاستيك المصنوع من فول الصويا والصوف الصناعي المصنوع من فول الصويا، كما قام ببناء سيارة "مصنوعة بالكامل تقريبًا" من فول الصويا. كان لدى روجر دراكيت منتج جديد ناجح مع ويندكس، لكنه استثمر بشكل كبير في أبحاث فول الصويا، حيث رأى أنه استثمار ذكي. بحلول الخمسينيات والستينيات من القرن العشرين، أصبح زيت فول الصويا هو الزيت النباتي الأكثر شعبية في الولايات المتحدة؛ واليوم يأتي في المرتبة الثانية بعد زيت النخيل. في عامي 2018 و2019، بلغ الإنتاج العالمي 57.4 مليون طن متري، وكان من بين المنتجين الرئيسيين الصين (16.6 مليون طن متري)، والولايات المتحدة (10.9 مليون طن متري)، والأرجنتين (8.4 مليون طن متري)، والبرازيل (8.2 مليون طن متري)، والاتحاد الأوروبي (3.2 مليون طن متري).
وشهدت أوائل القرن العشرين أيضًا بداية استخدام الزيت النباتي كوقود في محركات الديزل وفي مواقد التدفئة الزيتية. قام رودلف ديزل بتصميم محركه ليعمل بالزيت النباتي. وكان يأمل أن تؤدي هذه الفكرة إلى جعل محركاته أكثر جاذبية للمزارعين الذين يملكون مصدرًا للوقود متاحًا بسهولة. تم تشغيل أول محرك ديزل بقوته الذاتية لأول مرة في مدينة أوغسبورغ بألمانيا، في 10 أغسطس 1893، على زيت الفول السوداني فقط. وفي ذكرى هذا الحدث، تم إعلان يوم 10 أغسطس "اليوم العالمي للديزل الحيوي". تم منح أول براءة اختراع للديزل الحيوي في عام 1937. وقد حفز النقص الدوري في البترول البحث في الزيوت النباتية كبديل للديزل خلال ثلاثينيات وأربعينيات القرن العشرين، ومرة أخرى في السبعينيات وأوائل الثمانينيات عندما تمتع الزيت النباتي بأعلى مستوى من الاهتمام العلمي. وشهدت سبعينيات القرن العشرين أيضًا تأسيس أول مؤسسة تجارية تسمح للمستهلكين بتشغيل الزيت النباتي مباشرة في مركباتهم. ومع ذلك، فإن وقود الديزل الحيوي، الذي يتم إنتاجه من الزيوت أو الدهون باستخدام عملية الاسترة المتبادلة، ‏ يستخدم على نطاق أوسع. وفي ظل قيادة البرازيل، قامت العديد من البلدان ببناء مصانع لإنتاج الديزل الحيوي ‏ خلال تسعينيات القرن العشرين، وهو الآن متاح على نطاق واسع للاستخدام في المركبات الآلية، وهو الوقود الحيوي الأكثر شيوعاً في أوروبا اليوم. في فرنسا، يتم دمج الديزل الحيوي بنسبة 8% في الوقود المستخدم في جميع المركبات الفرنسية التي تعمل بالديزل.
في منتصف سبعينيات القرن العشرين، قام باحثون كنديون بتطوير صنف من بذور اللفت يحتوي على نسبة منخفضة من حمض الإيروسيك. وافقت إدارة الغذاء والدواء الأمريكية على استخدام اسم الكانولا في يناير 1985، وبدأ المزارعون الأمريكيون في زراعة مساحات كبيرة في ذلك الربيع. يحتوي زيت الكانولا على نسبة أقل من الدهون المشبعة، ونسبة أعلى من الدهون الأحادية غير المشبعة. يعتبر زيت الكانولا رقيقًا جدًا (على عكس زيت الذرة) وعديم النكهة (على عكس زيت الزيتون)، لذا فهو ينجح إلى حد كبير عن طريق استبدال زيت الصويا، تمامًا كما نجح زيت الصويا إلى حد كبير عن طريق استبدال زيت بذرة القطن.[بحاجة لمصدر]
ارتفع إنتاج الزيوت النباتية بنسبة 125% بين عامي 2000 و2020، مدفوعًا بزيادة حادة في إنتاج زيت النخيل.

## الاستخدامات

### في الطبخ
يتم استهلاك العديد من الزيوت النباتية بشكل مباشر أو غير مباشر كمكونات في الطعام - وهو الدور الذي تتقاسمه مع بعض الدهون الحيوانية، بما في ذلك الزبدة والسمن وشحم الخنزير والسمن البلدي. وتخدم الزيوت عددًا من الأغراض في هذا الدور:
- التفتيت[ملاحظة 1] (Shortening) – لإعطاء المعجنات نسيجًا متفتتًا.
- الإثراء – إضافة السعرات الحرارية والرضا عن الاستهلاك
- الملمس - تغيير طريقة دمج المكونات، وخاصة الدهون والنشويات
- التنكيه - يشمل ذلك زيت الزيتون أو السمسم أو اللوز
- تغيير النكهة - يمكن للزيوت أيضًا أن "تتوشح" نكهات المكونات الأخرى، مثل الفلفل،[20] نظرًا لأن العديد من النكهات أصلها المواد الكيميائية القابلة للذوبان في الزيت.

يمكن تسخين الزيوت إلى درجات حرارة أعلى بكثير من نقطة غليان الماء، 100 °م (212 °ف)، وتستخدم لقلي الأطعمة. يجب أن يكون للزيوت المستخدمة لهذا الغرض نقطة وميض عالية. وتشمل هذه الزيوت كل من زيوت الطهي الرئيسية - زيت فول الصويا، وزيت بذور اللفت، وزيت الكانولا، وزيت عباد الشمس، وزيت القرطم، وزيت الفول السوداني، وزيت بذور القطن، وما إلى ذلك - والزيوت الاستوائية، مثل زيت جوز الهند، وزيت النخيل، وزيت نخالة الأرز. تحظى الأخيرة بتقدير خاص في الثقافات الآسيوية للطهي على درجات حرارة عالية، بسبب نقاط الوميض العالية بشكل غير عادي.

### في الصناعة
يتم استخدام العديد من الزيوت النباتية في صناعة الصابون ومنتجات البشرة والشموع والعطور وغيرها من منتجات العناية الشخصية ومستحضرات التجميل. بعض الزيوت مناسبة بشكل خاص كزيوت تجفيف، وتستخدم في صناعة الدهانات ومنتجات معالجة الأخشاب الأخرى. يتم استخدامها في إنتاج راتنج الألكيد. على سبيل المثال، يتم استخدام زيت الدمار (مزيج من زيت بذر الكتان وراتينج الدمار) بشكل حصري تقريبًا في معالجة هياكل القوارب الخشبية. يتم استخدام الزيوت النباتية بشكل متزايد في الصناعة الكهربائية كعوازل لأن الزيوت النباتية ليست سامة للبيئة وقابلة للتحلل البيولوجي إذا انسكبت ولها نقاط وميض ونار عالية. ومع ذلك، فإن الزيوت النباتية أقل استقرارا كيميائيا، لذلك يتم استخدامها عموما في الأنظمة التي لا تتعرض للأكسجين، وهي أكثر تكلفة من نواتج التقطير النفطي الخام. يتم تصنيع رباعيات الإسترات الاصطناعية، والتي تشبه الزيوت النباتية ولكنها تحتوي على أربع سلاسل من الأحماض الدهنية مقارنة بالسلاسل الثلاث الموجودة في الإستر الطبيعي، عن طريق استرة فيشر . تتمتع رباعيات الإسترات بشكل عام بثبات عالي تجاه الأكسدة وقد تم استخدامها في زيوت التشحيم للمحركات. يتم استخدام الزيت النباتي لإنتاج السوائل الهيدروليكية القابلة للتحلل البيولوجي ومواد التشحيم.
من بين العوامل التي تحد من استخدام الزيوت النباتية في الصناعة هو أن جميع هذه الزيوت معرضة للتلف. لذلك، فإن الزيوت الأكثر ثباتًا، مثل زيت البن أو الزيت المعدني، تعتبر مفضلة للاستخدامات الصناعية. يوجد لزيت الخروع العديد من الاستخدامات الصناعية، وذلك بسبب وجود مجموعة الهيدروكسيل على الأحماض الدهنية. يعتبر زيت الخروع من المواد الأولية المستخدمة في تصنيع النايلون 11 ‏. يمكن أيضًا تفاعل زيت الخروع مع إبيكلورهيدرين لصنع إيثر جليسيديل يستخدم كمخفف ومرن مع راتنجات الإيبوكسي.

### في طعام الحيوانات الأليفة
يتم استخدام الزيت النباتي في إنتاج بعض أغذية الحيوانات الأليفة. تقول رابطة مسؤولي مراقبة الأعلاف الأمريكيين أن الزيت النباتي في هذا السياق هو كل منتج من أصل نباتي الذي يتم الحصول عليه عن طريق استخراج الزيت من البذور أو الفواكه التي تتم معالجتها لأغراض صالحة للأكل.

### في الوقود
تُستخدم الزيوت النباتية أيضًا في صناعة الديزل الحيوي، والذي يمكن استخدامه مثل الديزل التقليدي. يتم استخدام بعض مخاليط الزيوت النباتية في المركبات غير المعدلة، ولكن الزيت النباتي النقي، المعروف أيضًا باسم زيت النبات النقي، يحتاج إلى مركبات معدة خصيصًا تحتوي على طريقة لتسخين الزيت لتقليل لُزوجته. يتزايد استخدام الزيوت النباتية كبديل للطاقة ويتزايد توفر وقود الديزل الحيوي في جميع أنحاء العالم ‏.
تقدر اللجنة الوطنية لتغير المناخ ‏ أن إجمالي صافي توفير الغازات المسببة للاحتباس الحراري عند استخدام الزيوت النباتية بدلاً من البدائل القائمة على الوقود الأحفوري لإنتاج الوقود يتراوح من 18 إلى 100%.

## عملية الإنتاج
تتضمن عملية إنتاج الزيوت النباتية إزالة الزيت من مكونات النبات، وعادةً البذور. يمكن القيام بذلك عن طريق الاستخلاص الميكانيكي باستخدام مطحنة زيت أو الاستخلاص الكيميائي باستخدام المذيب. ومن الممكن بعد ذلك تنقية الزيت المستخرج، وإذا لزم الأمر، تكريره أو تعديله كيميائيًا.

### الاستخلاص الميكانيكي
يمكن استخلاص الزيوت عن طريق الاستخراج الميكانيكي، والذي يسمى "السحق" أو "الضغط". تُستخدم هذه الطريقة عادةً لإنتاج الزيوت التقليدية (مثل زيت الزيتون وجوز الهند وما إلى ذلك). هناك عدة أنواع مختلفة من الاستخراج الميكانيكي. يعد الاستخلاص بالضغط الطارد ‏ أمرًا شائعًا، على الرغم من استخدام مكبس اللولب ‏، ومكبس الكبش، والغاني ( الهاون والمدقة ) أيضًا. تُستخدم معاصر البذور الزيتية بشكل شائع في البلدان النامية، بين الأشخاص الذين قد تكون طرق الاستخراج الأخرى باهظة التكلفة بالنسبة لهم؛ ويُستخدم الغاني بشكل أساسي في الهند. تختلف كمية الزيت المستخرج باستخدام هذه الطرق بشكل كبير، كما هو موضح في الجدول التالي لاستخراج زبدة المورا ‏ في الهند:
| طريقة    | النسبة المئوية المستخرجة |
| -------- | ------------------------ |
| غني      | 20-30%                   |
| الطاردون | 34-37%                   |
| مذيب     | 40-43%                   |

### الاستخلاص بالمذيبات
إن معالجة الزيوت النباتية في التطبيقات التجارية يتم عادة عن طريق الاستخلاص الكيميائي، باستخدام المستخلصات المذيبة، والتي تنتج غلات أعلى وأسرع وأقل تكلفة. المذيب الأكثر شيوعًا هو الهكسان المشتق من البترول. تُستخدم هذه التقنية في معظم الزيوت الصناعية "الحديثة" مثل زيت فول الصويا والذرة. بعد الاستخلاص، يتم تبخير المذيب عن طريق تسخين الخليط إلى حوالي 149 °م (300 °ف).
يمكن استخدام ثاني أكسيد الكربون فوق الحرج كبديل غير سام للمذيبات الأخرى.

### الهدرجة
يمكن تحويل الزيوت النباتية غير المشبعة عن طريق الهدرجة الجزئية أو الكاملة إلى زيوت ذات نقطة انصهار أعلى، وبعضها، مثل السمن النباتي، يظل صلبًا في درجة حرارة الغرفة.
يتم هدرجة الزيوت النباتية عن طريق رفع مزيج من الزيوت النباتية ومحفز معدني (عادة النيكل) في شبه فراغ إلى درجات حرارة عالية جدًا، وإدخال الهيدروجين. ويؤدي هذا إلى كسر ذرات الكربون الموجودة في الزيت للروابط المزدوجة مع ذرات الكربون الأخرى. تصبح كل ذرة كربون مرتبطة برابطة أحادية مع ذرة هيدروجين فردية، ولا يمكن للرابطة المزدوجة بين ذرات الكربون أن توجد بعد الآن. الزيت المهدرج بالكامل، والذي يسمى أيضًا بالدهون المشبعة، تم تحويل جميع روابطه المزدوجة إلى روابط أحادية. إذا تم ترك الزيت غير المشبع غير مهدرج بشكل كامل (لا يتم تقليل جميع الروابط المزدوجة إلى روابط أحادية)، فإنه يكون "زيتًا مهدرجًا جزئيًا" (PHO). يمكن هدرجة الزيت لزيادة مقاومته للتزنخ (الأكسدة) أو لتغيير خصائصه الفيزيائية. مع زيادة درجة التشبع عن طريق الهدرجة الكاملة أو الجزئية، تزداد لزوجة الزيت ونقطة انصهاره.
في حين أن الهدرجة الكاملة تنتج أحماض دهنية مشبعة إلى حد كبير، فإن الهدرجة الجزئية تؤدي إلى تحويل الأحماض الدهنية غير المشبعة إلى أحماض دهنية متحولة غير مشبعة في خليط الزيت بسبب الحرارة المستخدمة في الهدرجة. وقد ارتبطت الزيوت المهدرجة جزئيًا والدهون المتحولة الموجودة فيها بزيادة خطر الوفاة بسبب أمراض القلب التاجية، من بين مخاطر صحية أخرى متزايدة. وقد أدت هذه المخاوف إلى إصدار لوائح تلزم بإزالة الزيوت المهدرجة جزئيًا من الأغذية.

### إزالة الروائح الكريهة
عند معالجة الزيوت الصالحة للأكل يتم تسخين الزيت تحت الفراغ حتى يقترب من نقطة الدخان أو إلى حوالي 232 °م (450 °ف)،  ويتم إدخال الماء في قاع الزيت. يتم تحويل الماء على الفور إلى بخار، والذي يتدفق عبر الزيت، حاملاً معه أي مواد كيميائية قابلة للذوبان في الماء. تعمل عملية التنقية بالبخار على إزالة الشوائب التي يمكن أن تضيف نكهات وروائح غير مرغوب فيها إلى الزيت. تعتبر إزالة الروائح الكريهة أمراً أساسياً في تصنيع الزيوت النباتية. تمر جميع زيوت فول الصويا والذرة والكانولا الموجودة على أرفف المتاجر الكبرى تقريبًا بمرحلة إزالة الروائح الكريهة التي تزيل كميات ضئيلة من الروائح والنكهات، وتفتح لون الزيت. ومع ذلك، فإن هذه العملية تؤدي عادة إلى مستويات أعلى من الأحماض الدهنية المتحولة وتقطير المركبات الطبيعية للزيت.

### الأخطار المهنية
يمكن للأشخاص استنشاق ضباب الزيت النباتي في مكان العمل. حددت إدارة السلامة والصحة المهنية الأمريكية (OSHA) الحد القانوني (حد التعرض المسموح به) للتعرض لضباب الزيت النباتي في مكان العمل بتعرض كلي في حدود 15 ملجم/م3 وتعرض تنفسي في حدود 5 ملجم/م3 على مدار يوم عمل مدته 8 ساعات. حدد المعهد الوطني الأمريكي للسلامة والصحة المهنية (NIOSH) حد التعرض الموصى به (REL) بتعرض كلي بمقدار 10 ملجم/م3 وتعرض تنفسي بمقدار 5 ملغ/م3 على مدار يوم عمل مدته 8 ساعات.

### الإنتاجية

الإنتاج العالمي من الزيوت النباتية الرئيسية حسب المنتجين الرئيسيين

الإنتاجية النموذجية لبعض المحاصيل الزيتية، مقاسة بأطنان الزيت المنتجة لكل هكتار (hectare) من الأرض سنويًا (سنة). يعد زيت النخيل المحصول الأعلى إنتاجية على الإطلاق، إذ إنه قادر على إنتاج حوالي 4 أطنان من زيت النخيل لكل هكتار سنويًا.
| نوع المحصول    | الإنتاجية (ط/ه/س) |
| -------------- | ----------------- |
| زيت النخيل     | 4.0               |
| زيت جوز الهند  | 1.4               |
| زيت الكانولا   | 0.75              |
| زيت فول الصويا | 0.45              |
| زيت عباد الشمس | 0.6               |

## زيوت خاصة
تشكل الزيوت النباتية التي تحتوي على الدهون الثلاثية التالية ما يقرب من كل الإنتاج العالمي من حيث الحجم. يتم استخدام جميعها كزيوت للطهي أو كزيت زيتون سائل أو لصنع الديزل الحيوي. وفقًا لوزارة الزراعة الأمريكية، بلغ إجمالي استهلاك العالم من الزيوت النباتية الرئيسية في عام 2007/2008 ما يلي:
| مصدر النفط      | الاستهلاك العالمي (مليون طن متري ) | ملاحظات                                                                          |
| --------------- | ---------------------------------- | -------------------------------------------------------------------------------- |
| نخل             | 41.31                              | الزيت الاستوائي الأكثر إنتاجًا، والذي يستخدم أيضًا في صناعة الوقود الحيوي          |
| فول الصويا      | 41.28                              | أحد أكثر زيوت الطهي استهلاكًا على نطاق واسع                                       |
| بذور اللفت      | 18.24                              | أحد أكثر زيوت الطهي استخدامًا، ويُستخدم أيضًا كوقود. الكانولا هو نوع من بذور اللفت. |
| بذور عباد الشمس | 9.91                               | زيت طهي شائع، يستخدم أيضًا في صناعة الديزل الحيوي                                 |
| الفول السوداني  | 4.82                               | زيت طهي ذو نكهة خفيفة                                                            |
| بذور القطن      | 4.99                               | زيت غذائي رئيسي، يستخدم غالبًا في معالجة الأغذية الصناعية                         |
| نواة النخيل     | 4.85                               | من بذور شجرة النخيل الأفريقية                                                    |
| جوزة الهند      | 3.48                               | يستخدم في الطبخ ومستحضرات التجميل والصابون                                       |
| زيتون           | 2.84                               | يستخدم في الطبخ ومستحضرات التجميل والصابون وكمصدر للوقود لمصابيح الزيت التقليدية |

تتضمن هذه الأرقام الاستخدام الصناعي والأعلاف الحيوانية. يتم استخدام غالبية إنتاج زيت بذور اللفت الأوروبي لإنتاج الديزل الحيوي، أو استخدامه مباشرة كوقود في سيارات الديزل، الأمر الذي قد يتطلب تعديلًا لتسخين الزيت لتقليل لزوجته العالية.[بحاجة لمصدر]
وتشمل الزيوت الهامة الأخرى ما يلي:
- زيت الذرة، أحد أكثر زيوت الطهي شيوعًا، يستخدم في الطهي، وصلصة السلطة، والسمن، والمايونيز، والسلع المحضرة مثل صلصة السباغيتي وخلطات الخبز، وفي قلي الأطعمة المحضرة مثل رقائق البطاطس والبطاطس المقلية.
- زيت بذور العنب  [لغات أخرى]‏، يستخدم في الطبخ ومستحضرات التجميل
- زيت البندق وزيوت الجوز الأخرى
- زيت بذر الكتان من بذور الكتان
- زيت نخالة الأرز، من حبوب الأرز
- زيت القرطم، زيت طهي عديم النكهة واللون
- زيت السمسم، يستخدم كزيت للطهي، وكزيت للتدليك، وخاصة في الهند
- زيت النخيل الآساي، يستخدم في الطهي ومستحضرات التجميل
- زيت الجامبو، يتم استخراجه من أزهار وأوراق وسيقان الجامبو (عشبة النتاق)، ويحتوي على مادة سبيلانثول.
- زيت الجرافيولا، المشتق من نبات أنونا موريكاتا
- يستخدم زيت توكوما، من أستروكاريوم شوكي،  [لغات أخرى]‏ في تصنيع الصابون.
- زيت جوز البرازيل واستخداماته في الطهي والتجميل
- زيت الكارابا، الاستخدام الصيدلاني والشمعة المضادة للبعوض
- زيت بوريتي، من شجرة موريشيوسا فليكسوسا  [لغات أخرى]‏، يستخدم في مستحضرات التجميل (العناية بالبشرة والشعر)
- يستخدم زيت فاكهة العاطفة، المشتق من الآلامية المأكولة، في العديد من الاستخدامات في تصنيع مستحضرات التجميل واستخداماته كغذاء للإنسان أو الحيوان.
- زيت براكاكسي، المستخرج من نبات بنتاكليثرا ماكرولوبا  [لغات أخرى]‏، يستخدم في مستحضرات التجميل
- زيت السولاريوم، المشتق من البلاستيدات الخضراء، له تطبيقات مختلفة في الطبخ

## التركيبة الدهنية
| زيت نباتي                                | زيت نباتي     | زيت نباتي               | زيت نباتي                            | زيت نباتي                            | زيت نباتي                            | زيت نباتي                            | زيت نباتي                            | زيت نباتي       |
| النوع                                    | عملية التصنيع | الأحماض الدهنية المشبعة | الأحماض الدهنية الأحادية غير المشبعة | الأحماض الدهنية الأحادية غير المشبعة | الأحماض الدهنية المتعددة غير المشبعة | الأحماض الدهنية المتعددة غير المشبعة | الأحماض الدهنية المتعددة غير المشبعة | درجة التبخر     |
| النوع                                    | عملية التصنيع | الأحماض الدهنية المشبعة | مجموع الأحماض الأحادية               | حمض الزيت(ω-9)                       | مجموع الأحماض المتعددة               | حمض ألفا-اللينولينيك (ω-3)           | حمض اللينولييك(ω-6)                  | درجة التبخر     |
| ---------------------------------------- | ------------- | ----------------------- | ------------------------------------ | ------------------------------------ | ------------------------------------ | ------------------------------------ | ------------------------------------ | --------------- |
| الأفوكادو                                |               | 11.6                    | 70.6                                 |                                      | 13.5                                 | 1                                    | 12.5                                 | 249 °م (480 °ف) |
| كانولا                                   |               | 7.4                     | 63.3                                 | 61.8                                 | 28.1                                 | 9.1                                  | 18.6                                 | 238 °م (460 °ف) |
| زيت جوز الهند                            |               | 82.5                    | 6.3                                  | 6                                    | 1.7                                  |                                      |                                      | 175 °م (347 °ف) |
| زيت الذرة                                |               | 12.9                    | 27.6                                 | 27.3                                 | 54.7                                 | 1                                    | 58                                   | 232 °م (450 °ف) |
| زيت بذرة القطن                           |               | 25.9                    | 17.8                                 | 19                                   | 51.9                                 | 1                                    | 54                                   | 216 °م (420 °ف) |
| زيت بذر الكتان                           |               | 9.0                     | 18.4                                 | 18                                   | 67.8                                 | 53                                   | 13                                   | 107 °م (225 °ف) |
| زيت الأفيون                              |               | 7.0                     | 9.0                                  | 9.0                                  | 82.0                                 | 22.0                                 | 54.0                                 | 166 °م (330 °ف) |
| زيت زيتون                                |               | 13.8                    | 73.0                                 | 71.3                                 | 10.5                                 | 0.7                                  | 9.8                                  | 193 °م (380 °ف) |
| زيت النخيل                               |               | 49.3                    | 37.0                                 | 40                                   | 9.3                                  | 0.2                                  | 9.1                                  | 235 °م (455 °ف) |
| زيت فول سوداني                           |               | 20.3                    | 48.1                                 | 46.5                                 | 31.5                                 |                                      | 31.4                                 | 232 °م (450 °ف) |
| عصفر                                     |               | 7.5                     | 75.2                                 | 75.2                                 | 12.8                                 | 0                                    | 12.8                                 | 212 °م (414 °ف) |
| زيت فول الصويا                           |               | 15.6                    | 22.8                                 | 22.6                                 | 57.7                                 | 7                                    | 51                                   | 238 °م (460 °ف) |
| زيت زهرة الشمس                           |               | 10.1                    | 45.4                                 | 45.3                                 | 40.1                                 | 0.2                                  | 39.8                                 | 227 °م (440 °ف) |
| زيت زهرة الشمس                           |               | 9.9                     | 83.7                                 | 82.6                                 | 3.8                                  | 0.2                                  | 3.6                                  | 227 °م (440 °ف) |
| زيت بذرة القطن                           | هدرجة         | 93.6                    | 1.5                                  |                                      | 0.6                                  |                                      | 0.3                                  |                 |
| زيت النخيل                               | هدرجة         | 88.2                    | 5.7                                  |                                      | 0                                    |                                      |                                      |                 |
| زيت فول الصويا                           | هدرجة         | 14.9                    | 43.0                                 | 42.5                                 | 37.6                                 | 2.6                                  | 34.9                                 |                 |
| القيم كنسبة (٪) بالوزن من الدهون الكلية. |               |                         |                                      |                                      |                                      |                                      |                                      |                 |

## زيت البذور
الزيوت البذرية هي زيوت نباتية يتم الحصول عليها من البذور (السويداء) وليس من أجزاء أخرى من النباتات. معظم الزيوت النباتية هي زيوت بذور. ومن الأمثلة على ذلك زيت عباد الشمس والذرة والسمسم.
إن الادعاءات القائلة أن زيوت البذور ليست صحية ‏ غير مدعومة بالأدلة العلمية.

### ما قبل الطحن
يتم استخراج الزيوت أولاً عن طريق الطرد أو الضغط البارد، ثم يتم طرد بقية الزيوت من المادة المتبقية باستخدام المذيبات. هذه الطريقة تستخدمها معاصر الزيت ذات القدرة الأكبر. وبما أن استهلاك الطاقة في المكبس الميكانيكي يزداد مع إطلاق المزيد من الزيت، فإنه من الأكثر كفاءة استخراج بقية الزيت (أكثر من حوالي 60%) عن طريق الاستخلاص بالمذيبات.

## الزيت المستعمل
يتم إنتاج كمية كبيرة من الزيوت النباتية المستعملة وإعادة تدويرها، بشكل رئيسي من المقالي الصناعية العميقة في مصانع معالجة البطاطس ومصانع الوجبات الخفيفة ومطاعم الوجبات السريعة.
يوجد للزيت المعاد تدويره العديد من الاستخدامات، بما في ذلك استخدامه كوقود مباشر، وكذلك في إنتاج الديزل الحيوي، وأعلاف الماشية، وأغذية الحيوانات الأليفة، والصابون، والمنظفات، ومستحضرات التجميل، والمواد الكيميائية الصناعية.
منذ عام 2002، حظر عدد متزايد من بلدان الاتحاد الأوروبي استخدام الزيوت النباتية المعاد تدويرها في الأعلاف الحيوانية. ومع ذلك، لا تزال زيوت الطهي المستعملة الناتجة عن تصنيع الأغذية، بالإضافة إلى زيت الطهي الطازج أو غير المستخدم، تُستخدم في تغذية الحيوانات.

## مدة الصلاحية
بسبب قابلية الزيت للأكسدة نتيجة التعرض للأكسجين والحرارة والضوء، مما يؤدي إلى تكوين منتجات الأكسدة، مثل البيروكسيدات والهيدروبيروكسيدات، فإن الزيوت النباتية الغنية بالأحماض الدهنية المتعددة غير المشبعة لها مدة صلاحية محدودة.

## وضع العلامات على المنتج
في كندا، يعد زيت النخيل أحد الزيوت النباتية الخمسة، إلى جانب زيت نواة النخيل، وزيت جوز الهند، وزيت الفول السوداني، وزبدة الكاكاو، والتي يجب ذكرها على وجه التحديد في قائمة المكونات الخاصة بمنتج غذائي. بالإضافة إلى ذلك، يجب أن تحتوي الزيوت في المنتجات الغذائية الكندية التي تم تعديلها أو هدرجتها على كلمة "معدلة" أو "مهدرجة" عند إدراجها كمكون. يمكن ببساطة إدراج مزيج من الزيوت بخلاف الاستثناءات المذكورة أعلاه على أنه "زيت نباتي" في كندا؛ ومع ذلك، إذا كان المنتج الغذائي عبارة عن زيت للطهي أو زيت سلطة أو زيت طعام، فيجب تحديد نوع الزيت وإدراج "زيت نباتي" كمكون غير مقبول.
منذ ديسمبر 2014، أصبح من المطلوب قانونًا من جميع المنتجات الغذائية المنتجة في الاتحاد الأوروبي الإشارة إلى الزيت النباتي المحدد المستخدم في تصنيعها، وذلك بعد إدخال لائحة معلومات الأغذية للمستهلكين.

## قراءة معمقة
- Gupta, Monoj K. (2007). Practical guide for vegetable oil processing. AOCS Press, Urbana, Illinois. ISBN:978-1-893997-90-5.
- Jee, Michael، المحرر (2002). Oils and Fats Authentication. Blackwell Publishing, Oxford, England. ISBN:1-84127-330-9.
- Salunkhe, D.K., Chavan, J.K., Adsule, R.N. and Kadam, S.S. (1992). World Oilseeds – Chemistry, Technology, and Utilization. Van Nostrand Reinhold, New York. ISBN:0-442-00112-6.{{استشهاد بكتاب}}:  صيانة الاستشهاد: أسماء متعددة: قائمة المؤلفين (link)